# Battles of Prince of Persia
A Battles of Prince of Persia egy körökre osztott stratégiai játék kizárólag Nintendo DS platformra, ahol a játékos a Prince of Persia sorozat több karakterét is irányíthatja.

## Játékmenet
A játékban a körökre osztott taktika játékok és a gyűjtögetős kártyajátékok elemei jelennek meg. A változatos lapokat (egy ábra látható rajta a karakterről és egy szám), amiket harcok során nyer, kétféleképpen használhatja fel a játékos. Az első, hogy képességet/mágiát használhat, míg a második, hogy lehívja és akkor a rajta lévő szám határozza meg, hogy egy óra alkalmával hányszor cselekedhet.
Minden harc órákra van felbontva, az órák pedig körökre. Egy kör alkalmával a játékos kijátszhatja a kártyáját vagy a képességét, illetve passzolhat. Egy óra akkor ér véget, amikor már egyik fél se tud lépni, vagy mindketten passzolnak.
A játék több taktika elemmel bír. Az egyik az úgynevezett zone of control, ami megakadályozza, hogy a játékos könnyen leküzdve egy ellenséges szakaszt egyből elérje célját vagy rögtön az ellenséges vezetőt megtámadja, ugyanis a környékbeli csapatokkal is számolni kell. Így fel lehet építeni egy védelmi vonalat, megelőzve az ellenfél áttörését (kénytelen lesz az összes csapatot legyőzni vagy más utat keresni). Egy másik eleme, hogy érdemes elkerülni a frontális harcot és megkerülni az ellenfelet a győzelem érdekében.

## Történet
A cselekmény a Sands of Time és a Warrior Within között játszódik, három helyszínen: India, Perzsia és Aresura (fiktív ország). 
A Herceget, a Dahaka (Az Idő őre) üldözőbe vette, mert elkerülte végzetét, amikor felelőtlenül visszapörgette az időt a Sands of Time végén. Megpróbál minden lehetőséget megragadni, hogy kikerüljön a szörny karmai közül és több országba is elvezet útja, ami akaratlanul is konfliktusokat okoz. Van egy tárgy, a Box of One Thousand Restraints (képes fogva tartani bármit és bárkit), amivel a Herceg be akarja börtönözni a Dahakát. Korábban ez a Vizier tulajdonát képezte, aki rávette Saurvát, hogy megszerezze számára ezt a tárgyat, majd Deavas egész népét elzárta segítségével, amikor Sindra (Saurva húga) visszautasította szerelmét. A Herceg pedig, amikor felnyitotta, elszabadította vele deavas haderőt. India seregeivel kell megküzdenie és deavas démoni népét is vissza kell majd zárnia a történet során. A háborúk megedzik, de el is torzítják a Herceget, ami a magyarázatot ad, miért változott így meg a Warrior Within történetét megelőző 7 évben és a játékos számos egyéb információt is megtudhat erről az időszakról.

## Karakterek
A játékban országonként 3 parancsnok közül lehet választani:
Perzsa részről: A Herceg, Sharaman király és Darius
India generálisai: Vizier, Kalim, Arun
Daevas népe: Saurva, Sindra, Aesma

## Fogadtatás
| Összegzőoldal | Értékelés |
| ------------- | --------- |
| GameRankings  | 65%       |
| Metacritic    | 64/100    |

| Szerző     | Értékelés |
| ---------- | --------- |
| 576 Konzol | 8/10      |
| GameSpot   | 7,4/10    |
| GameSpy    | 3,5/5     |
| IGN        | 5,5/10    |

A játék vegyes kritikai fogadtatásban részesült a Metacritic átlaga 64 pont, 16 értékelés alapján. Az IGN szerint, bár meglehetősen mély a harcrendszer, nem sikerült kiegyensúlyozni a harcokat, amik erősen rontják a játékélményt. A GameSpot kifogásolta, hogy a több mint 200 kártya közül sok hasonló tulajdonsággal bír, illetve az audiovizuális rész jobb is lehetett volna egy DS játékhoz képest, de ha ezeken valaki túlteszi magát és nem riasztja el az elsőre kicsit kaotikus rendszer, akkor jól szórakozhat a játékkal.
Az 576 Konzol tesztjében dicsérik az első Nintendo DS-re megjelenő Prince of Persia játékot, ami a platformjátékok műfajától a körökre osztott stratégiai játékok felé fordult. A játékmenetét az Advance Wars és a Magic the Gathering keverékének tartják, ez pedig rendkívüli összetettséget és mélységet kölcsönöz a programnak, az amúgy is rendkívül tartalmas játék szavatosságát pedig a többjátékos mód emeli tovább. Negatívumként hozták fel a gyenge oktatómódot (tutorial), illetve a puritán grafikai körítést. Bár nem ajánlható mindenkinek az esetlegesen hosszúvá nyúló csaták miatt, a pozitívumok miatt végül 8 ponttal jutalmazták a játékot.

## Külső hivatkozások
- Battles of Prince of Persia a kiadó oldalán
- Battles of Prince of Persia a Mobygames archívumában